# Robert Bidinotto
Robert James Bidinotto er en forfatter, redaktør og lektor. Han er medlem af The Atlas Society, er chefredaktør for The New Individualist magasinet og fortaler for Ayn Rands filosofi og værker. Han har skrevet meget kritik af kriminalretssystemet, og økologismebevægelsen og -filosofien.
Bidinotto har skrevet for mange forskellige publikationer. Han har også sin egen hjemmeside, ecoNOT, en blog og holde forelæsninger på kollegier og universiteter.

## Baggrund
Fra de sene 1980'ere og frem til 1995, var Bidinotto forfatter tilknyttet Reader's Digest. I løbet af denne periode skrev han mange tekster, som omhandlede manglerne i USA's retssystem for kriminelle. Den mest velkendte af disse var "Getting Away with Murder" (juli 1988), som, under præsidentvalgkampen i 1988, gjorde morderen "Willie" Horton og fængselspermission til nogle af de emner, som hjalp til at vælte Michael Dukakis. Han skrev også om problemer angående miljøet, såsom kampagnen for at forbyde Alar og global opvarmning. Bidinotto udgav efterfølgende en bog, Criminal Justice? The Legal System Vs. Individual Responsibility og skrev Freed to Kill, et kompendie af horrorhistorier om retssystemet.
Bidinotto arbejdede efterfølgende i flere år for The Objectivist Center, og senere for The Capital Research Center hvor han udgav to månedlige blade: Organization Trends og Foundation Watch. Han forlod den sidstnævnte position i juli 2005 og vendte tilbage til The Objectivist Center, nu omdøbt til The Atlas Society, hvor han er chefredaktør for deres månedlige magasin om politik og kultur, The New Individualist. 
Bidinotto skriver en blog hvor han kommenterer på politiske og kulturelle emner, deriblandt hans modstand mod de filosofiske grundlag for økologisme, og rosen af Ayn Rand's litteratur, samt kritik af anarkokapitalismens filosofi. Han har også en webside kaldet ecoNOT som omhandler emner vedrørende miljøet. Politisk støttede han den amerikanske invasion af Irak i 2002, støttede George W. Bush i valget i 2004 og støttede fjernelsen af Terri Schiavo's livgivende apparater.
Bidinotto blev tildelt Free Press Association's Mencken Award for "Best Feature Story," og har vundet andre priser for sin fortalen for ofres rettigheder. Han har medvirket som gæst på mange radio- og tvprogrammer deriblandt CBS radio's "Crosstalk," CNN's "Sonya Live," "Geraldo," "The Rush Limbaugh Show," "The Bob Grant Show," CNBC's "Rivera Live" og Canadian Broadcasting Corporation. 
Han bor i øjeblikket med sin kone ved Chesapeake Bay.